# James Carnegie (3e duc de Fife)
James George Alexander Bannerman Carnegie, 3e duc de Fife (23 septembre 1929 - 22 juin 2015) est un propriétaire terrien, un fermier et un pair britannique. Il est le petit-fils de Louise, la princesse royale, une fille du roi Édouard VII et de la reine Alexandra. En tant qu'arrière-petit-fils d'un souverain britannique, il n'a exercé aucune fonction royale ou officielle ni reçu de fonds de la liste civile. Il est le cousin au second degré de la reine Élisabeth II et du roi Harald V de Norvège. Par l'intermédiaire de son grand-père maternel, il est également un descendant du roi Guillaume IV et de Dorothea Jordan. 

## Jeunesse
Le duc est le fils unique de Charles Carnegie (11e comte de Southesk) (1893–1992) et son épouse, la princesse Maud (1893–1945), la fille cadette d'Alexander Duff (1er duc de Fife) et de Louise, la princesse royale. L'un de ses parrains est le roi George V, l'oncle maternel de sa mère, qui est représenté au baptême par son fils aîné et héritier, le prince de Galles. 
Le duc fait ses études à Ludgrove, à la Gordonstoun School et au Royal Agricultural College de Cirencester. Il sert avec les Scots Guards en Malaisie en 1948-1950. Il est vice-patron de la Braemar Royal Highland Society et de la British Olympic Association. 

## Duc de Fife
Le duché de Fife est créé pour la première fois en 1889 pour le grand-père du duc, le 6e comte de Fife, par la reine Victoria lors de son mariage avec la princesse Louise de Galles, la fille aînée du prince de Galles. En avril 1900, le premier duc reçoit un nouveau brevet en tant que duc de Fife et comte de Macduff dans la pairie du Royaume-Uni, cette fois avec un reste spécial pour ses filles de la princesse Louise et leurs descendants masculins. Comme les seuls enfants survivants du duc et de la princesse Louise sont deux filles, le duché passe à la princesse Alexandra de Fife, qui épouse Arthur de Connaught. 
Le 26 février 1959, le duc succède à sa tante maternelle, Alexandra Duff, en tant que duc de Fife et comte de Macduff, car son unique enfant, Alastair Windsor (2e duc de Connaught et Strathearn), l'a précédée dans la tombe. Le 16 février 1992, le troisième duc succède également à son père comme comte de Southesk et chef du clan Carnegie. 
Il vit à Elsick House, sur son domaine près de Stonehaven dans le Kincardineshire et exploite également le domaine familial autour du château de Kinnaird, Brechin. Il a piloté une Ford Zephyr 6 lors du rallye de Monte-Carlo de 1955. 

## Tsar Nicolas II
Dans les années 1990, l'ADN mitochondrial de Fife (ADNm) est utilisé pour aider à identifier les ossements retrouvés en Sibérie en 1979 comme les restes du tsar Nicolas II, qui est exécuté en 1918 avec sa femme et ses enfants. La reine Alexandra, arrière-grand-mère maternelle du duc de Fife, est la sœur aînée de la mère de Nicolas II, Dagmar. Le test nécessite une descendance féminine, car l'ADNm est transmis inchangé de la mère à l'enfant, sauf en cas de mutation. Dans le cas de Fife, l'ADNm de la reine Alexandra est passé à sa grand-mère, Louise, la princesse royale, puis à sa mère, Maud Duff, puis à lui. L'ADNm de Fife correspond à 98,5% aux os, une rare correspondance imparfaite qui, selon les scientifiques, est due à une mutation génétique du côté russe appelée hétéroplasmie. En 1994, les restes du frère cadet de Nicolas, Georges Aleksandrovitch de Russie, sont exhumés à Saint-Pétersbourg. L'ADNm du Grand-Duc Georgy révèle également l'hétéroplasmie, confirmant la théorie de la mutation et la preuve concluante que les os appartenaient bien au dernier tsar de Russie. 

## Mariage et famille

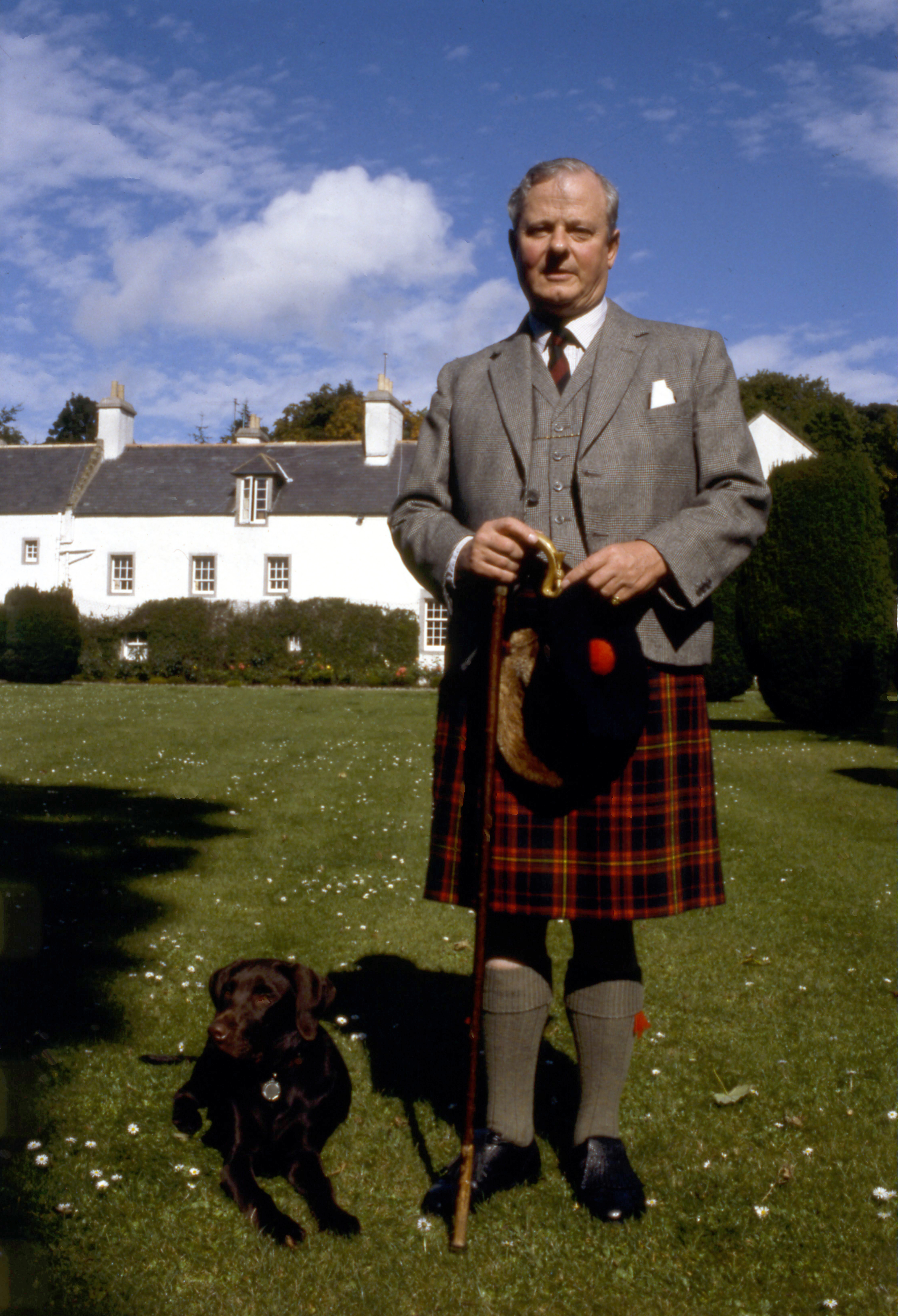
Le duc devant Elsick House (photographie d'Allan Warren, 1984)

Dans sa jeunesse, le nom du duc est diversement lié à la princesse Margaret, à la ballerine Mary Drage et à la sportive Divina Galica. 
Le 11 septembre 1956, il épouse Caroline Dewar (née le 12 février 1934), la fille aînée du 3e baron Forteviot. 
Le couple a trois enfants avant le divorce en 1966: 
- un fils (mort-né le 4 avril 1958)
- Lady Alexandra Clare Carnegie (née le 20 juin 1959), qui épouse Mark Fleming Etherington le 11 mai 2001. Ils ont une fille.
- David Carnegie (4e duc de Fife) (né le 3 mars 1961), qui épouse Caroline Anne Bunting le 16 juin 1987, et qui devient le quatrième duc en 2015. Ils ont trois fils, dont Charles Duff Carnegie, comte de Southesk (né en 1989), héritier du duché.